# Audra Lindley
Audra Marie Lindley (* 24. September 1918 in Los Angeles, Kalifornien; † 16. Oktober 1997 ebenda) war eine US-amerikanische Film-, Theater- und Fernsehschauspielerin.

## Leben
Audra Lindley wurde in Los Angeles geboren. Schon ihre Eltern waren beide im Bereich des Showgeschäfts tätig und so begann ihre Karriere in Hollywood bereits in jungen Jahren. Als sie Mitte zwanzig war, zog sie nach New York City, wo sie als Schauspielerin am Theater tätig wurde und in vielen Broadway-Aufführungen auftrat. Danach nahm sie sich zuerst eine Auszeit, um zu heiraten und eine Familie zu gründen. Als sie ihren Schauspielerberuf wieder aufnahm, spielte sie vorwiegend in Fernsehserien, zumeist Sitcoms und Seifenopern. Dort konnte sie sich als langjährige Darstellerin verschiedenster Charaktere einen Namen machen.

## Privates
Lindley verstarb am 16. Oktober 1997 im Cedars-Sinai Medical Center in Los Angeles an einer Leukämie-Erkrankung.
Von 1943 bis zu dessen Tod 1970 war sie mit Hardy Ulm verheiratet, mit welchem sie fünf Kinder hatte. 1972 heiratete sie ihren Schauspielerkollegen James Whitmore, von welchem sie sich 1979 wieder scheiden ließ.

## Filmografie (Auswahl)
- 1941: Herzen in Flammen (Manpower)
- 1941: Mit einem Fuß im Himmel (One Foot in Heaven)
- 1941: Dangerously They Live
- 1942: Thema: Der Mann (The Male Animal)
- 1951: Search for Tomorrow (Fernsehserie)
- 1956: The Edge of Night (Fernsehserie)
- 1958: From These Roots (Fernsehserie)
- 1964: Another World (Fernsehserie)
- 1971: Taking Off
- 1972: Pferdewechsel in der Hochzeitsnacht (The Heartbreak Kid)
- 1972: Bridget Loves Bernie (Fernsehserie)
- 1974: Das Gespenst von Canterville (The Canterville Ghost, Fernsehfilm)
- 1974: Family Theatre: Married is Better
- 1975: Fay (Fernsehserie)
- 1975: Doc (Fernsehserie)
- 1977: Herzbube mit zwei Damen (Three’s Company, Fernsehserie)
- 1977: The New Love Boat
- 1978: Deine Braut gehört mir (Getting Married, Fernsehfilm)
- 1978: Pearl Harbor (Miniserie)
- 1979: When You Comin′ Back, Red Ryder?
- 1979: The Ropers (Fernsehserie)
- 1980: Moviola - Greta Garbo: Die Göttliche (The Silent Lovers, Fernsehfilm)
- 1981: Terror in New York (Revenge of the Stepford Wives, Fernsehfilm)
- 1981: Skyward Christmas (Fernsehfilm)
- 1982: The Day the Bubble Burst (Fernsehfilm)
- 1982: Cannery Row
- 1982: Zwei dicke Freunde (Best Friends)
- 1985: Zoo Ship
- 1985: Desert Hearts
- 1986: Disney-Land (Fernsehserie, Folge Sunday Drive)
- 1987: Im Netz des Todes (Stamp of a Killer, Fernsehfilm)
- 1988: Tales from the Hollywood Hills: Golden Lands (Fernsehfilm)
- 1988: Perry Mason: Die Tote im See (Perry Mason: The Case of the Lady in the Lake, Fernsehfilm)
- 1988: Spellbinder
- 1988: Take My Daughters, Please (Fernsehfilm)
- 1989: Wiedersehen in Logansport (Bridesmaids, Fernsehfilm)
- 1989: Die Wilde von Beverly Hills (Troop Beverly Hills)
- 1991: Zwischen Leben und Tod (Absolute Strangers, Fernsehfilm)
- 1992: Just My Imagination (Fernsehfilm)
- 1994: Hart aber herzlich: Dem Täter auf der Spur (Hart to Hart: Crimes of the Hart, Fernsehfilm)
- 1994: Tödliche Recherche (The Corpse Had a Familiar Face, Fernsehfilm)
- 1994: The New Age
- 1995: Das tödliche Dreieck (Deadline for Murder: From the Files of Edna Buchanan, Fernsehfilm)
- 1995: Sudden Death
- 1995: Mord ist ihr Hobby (Fernsehserie, Folge Home Care)
- 1996: Shoot the Moon
- 1997: Das Relikt (The Relic)
- 1997: Blutiges Vermächtnis (Sisters and Other Strangers, Fernsehfilm)